# Georgij Aleksandrovič Romanov
Georgij Aleksandrovič Romanov (in russo Великий Князь Георгий Александрович Романов) (Carskoe Selo, 6 maggio 1871 – Abbas Tuman, 28 giugno 1899) fu il figlio dello zar Alessandro III e della zarina Maria Fëdorovna, nonché fratello minore dello zar Nicola II di Russia.

## Biografia
Georgij ed il fratello maggiore Nikolaj ebbero in gioventù gli stessi tutori (tutti insigni professori) ma studiavano in stanze adiacenti. Il loro insegnante inglese, Charles Heath era stato una volta tutore degli zii, i Granduchi Sergej e il Granduca Pavel. Entrambi i fratelli parlavano e scrivevano inglese senza difetti. Da Mr. Heath acquisirono l'amore per lo sport, sapevano sparare e pescare con le mosche. Inoltre parlavano un francese scorrevole e un tedesco e danese accettabili. Oltre alle materie ordinarie, seguirono anche un corso speciale di teorie militari dell'Accademia per alti ufficiali dell'esercito.
Georgij sembrava poter avere un futuro promettente nella marina militare prima che la tubercolosi, a partire dal 1890, minasse il suo fisico peraltro sempre stato piuttosto fragile. I genitori, quando, sempre nel 1890, mandarono lo cesarevič Nikolaj in viaggio di nove mesi per l'Asia, pensarono di farlo accompagnare da Georgij, considerando che il clima marittimo avrebbe potuto giovare al giovane granduca. Georgij sarebbe partito con il titolo ufficiale di cadetto navale e Nikolaj per completare la sua conoscenza delle regioni orientali estere e della Russia. Lasciarono la residenza di Gatčina (dove la famiglia dello zar aveva la sua stabile residenza) il 4 novembre 1890, poi su una nave da guerra fecero tappa ad Atene per imbarcare lo zio, il Principe Giorgio che li avrebbe accompagnati nel viaggio e fecero rotta per l'Egitto.
Il viaggio continuò verso l'Oceano Indiano e proprio nella traversata accadde un incidente irreparabile: Georgij e Nikolaj, simulando scherzosamente un incontro di pugilato, si colpirono entrambi al petto. Per Nikolaj non fu che una lieve botta, ma per Georgij poteva essere mortale. Il colpo ai polmoni fece dirompere una forte crisi di tosse e la nave fu obbligata a fermarsi al porto più vicino. Georgij dovette interrompere il viaggio, mentre Nikolaj e lo zio Giorgio proseguirono verso il Giappone (dove lo zarevič sarebbe stato oggetto di un attentato alla sua vita, dal quale uscì solo lievemente ferito). Il 1º novembre 1894, con la salita al trono di Nicola II, Georgij divenne il legittimo erede dell'impero russo, assumendo il titolo di cesarevič.

### La malattia
Da Bombay, Nikolaj telegrafò che Georgij doveva rimanere sulla nave perché aveva difficoltà a muovere la gamba. Anche se Georgij assicurò che stava perfettamente bene, i genitori furono informati che aveva una forte febbre e doveva ritornare a casa. La sua cattiva salute l'aveva costretto a rimanere ad Abbas Tuman e non poté partecipare ai battesimi delle arciduchesse Ol'ga e Tat'jana. Brevemente dopo la nascita della terza figlia di Nicola, Maria, nel giugno del 1899, Georgij scrisse a suo fratello, "io sono molto triste per non aver potuto vedere le tue figlie; ma cosa posso fare! Significa che non è destino, tutto è la volontà di Dio." Nel 1895 Georgij e sua madre visitarono la Danimarca, quando improvvisamente la salute del principe si deteriorò: "Ieri nel giardino Georgij ha espettorato sangue... era scioccato perché pensava di essere guarito, e sembrava turbato che questo fosse accaduto qui." A Georgij fu impedito di fumare e venne confinato a letto finché non poté ritornare ad Abbas Tuman.

### La morte
Georgij morì improvvisamente, il 28 giugno 1899, all'età di 28 anni. Al mattino uscì con la sua motocicletta ma, non essendo ancora tornato dopo molto tempo, iniziarono le ricerche. Una contadina lo trovò sul lato della strada, incapace di respirare e con il sangue che gli usciva dalla bocca. La contadina lo sostenne fra le sue braccia finché morì. La famiglia fu completamente devastata. Il titolo di Erede passò a Michele fino al 1904 quando nacque Aleksej. Nel 1910, Michail chiamò suo figlio Georgij come il fratello.
Il corpo di Georgij venne usato per esaminare il DNA dei corpi che si pensava fossero di Nikolaj e della famiglia. I risultati ebbero esiti positivi e fu riseppellito nella tomba accanto al fratello.

## Ascendenza
|                                      |                                                                |                                                      | Genitori                               |  |  | Nonni |  |  | Bisnonni           |  |  | Trisnonni         |  |
|                                      |                                                                |                                                      |                                        |  |  |       |  |  | Nicola I di Russia |  |  | Paolo I di Russia |  |
|                                      |                                                                |                                                      |                                        |  |  |       |  |  | Nicola I di Russia |  |  | Paolo I di Russia |  |
|                                      |                                                                | Sofia Dorotea di Württemberg                         |                                        |  |  |       |  |  | Nicola I di Russia |  |  |                   |  |
| Alessandro II di Russia              |                                                                |                                                      |                                        |  |  |       |  |  | Nicola I di Russia |  |  |                   |  |
|                                      |                                                                | Carlotta di Prussia                                  | Federico Guglielmo III di Prussia      |  |  |       |  |  |                    |  |  |                   |  |
|                                      |                                                                | Carlotta di Prussia                                  | Federico Guglielmo III di Prussia      |  |  |       |  |  |                    |  |  |                   |  |
|                                      |                                                                | Carlotta di Prussia                                  | Luisa di Meclemburgo-Strelitz          |  |  |       |  |  |                    |  |  |                   |  |
| Alessandro III di Russia             |                                                                | Carlotta di Prussia                                  |                                        |  |  |       |  |  |                    |  |  |                   |  |
|                                      |                                                                | Luigi II d'Assia, granduca d'Assia                   | Luigi I d'Assia, granduca d'Assia      |  |  |       |  |  |                    |  |  |                   |  |
|                                      |                                                                | Luigi II d'Assia, granduca d'Assia                   | Luigi I d'Assia, granduca d'Assia      |  |  |       |  |  |                    |  |  |                   |  |
|                                      |                                                                | Luigi II d'Assia, granduca d'Assia                   | Luisa d'Assia-Darmstadt                |  |  |       |  |  |                    |  |  |                   |  |
| Maria Massimiliana d'Assia-Darmstadt |                                                                | Luigi II d'Assia, granduca d'Assia                   |                                        |  |  |       |  |  |                    |  |  |                   |  |
|                                      |                                                                | Guglielmina di Baden                                 | Carlo Luigi di Baden                   |  |  |       |  |  |                    |  |  |                   |  |
|                                      |                                                                | Guglielmina di Baden                                 | Carlo Luigi di Baden                   |  |  |       |  |  |                    |  |  |                   |  |
|                                      |                                                                | Guglielmina di Baden                                 | Amelia Frederica di Hesse-Darmstadt    |  |  |       |  |  |                    |  |  |                   |  |
| Georgij Aleksandrovič Romanov        |                                                                | Guglielmina di Baden                                 |                                        |  |  |       |  |  |                    |  |  |                   |  |
|                                      | Federico Guglielmo di Schleswig-Holstein-Sonderburg-Glücksburg | Federico Carlo di Schleswig-Holstein-Sonderburg-Beck |                                        |  |  |       |  |  |                    |  |  |                   |  |
|                                      | Federico Guglielmo di Schleswig-Holstein-Sonderburg-Glücksburg | Federico Carlo di Schleswig-Holstein-Sonderburg-Beck |                                        |  |  |       |  |  |                    |  |  |                   |  |
|                                      | Federico Guglielmo di Schleswig-Holstein-Sonderburg-Glücksburg | Federica Amalia di Schlieben                         |                                        |  |  |       |  |  |                    |  |  |                   |  |
| Cristiano IX di Danimarca            | Federico Guglielmo di Schleswig-Holstein-Sonderburg-Glücksburg |                                                      |                                        |  |  |       |  |  |                    |  |  |                   |  |
|                                      |                                                                | Luisa Carolina d'Assia-Kassel                        | Carlo d'Assia-Kassel                   |  |  |       |  |  |                    |  |  |                   |  |
|                                      |                                                                | Luisa Carolina d'Assia-Kassel                        | Carlo d'Assia-Kassel                   |  |  |       |  |  |                    |  |  |                   |  |
|                                      |                                                                | Luisa Carolina d'Assia-Kassel                        | Luisa di Danimarca (1750-1831)         |  |  |       |  |  |                    |  |  |                   |  |
| Dagmar di Danimarca                  |                                                                | Luisa Carolina d'Assia-Kassel                        |                                        |  |  |       |  |  |                    |  |  |                   |  |
|                                      |                                                                | Guglielmo d'Assia-Kassel                             | Federico d'Assia-Kassel                |  |  |       |  |  |                    |  |  |                   |  |
|                                      |                                                                | Guglielmo d'Assia-Kassel                             | Federico d'Assia-Kassel                |  |  |       |  |  |                    |  |  |                   |  |
|                                      |                                                                | Guglielmo d'Assia-Kassel                             | Carolina Polissena di Nassau-Usingen   |  |  |       |  |  |                    |  |  |                   |  |
| Luisa d'Assia-Kassel                 |                                                                | Guglielmo d'Assia-Kassel                             |                                        |  |  |       |  |  |                    |  |  |                   |  |
|                                      |                                                                | Luisa Carlotta di Danimarca                          | Federico di Danimarca                  |  |  |       |  |  |                    |  |  |                   |  |
|                                      |                                                                | Luisa Carlotta di Danimarca                          | Federico di Danimarca                  |  |  |       |  |  |                    |  |  |                   |  |
|                                      |                                                                | Luisa Carlotta di Danimarca                          | Sofia Federica di Meclemburgo-Schwerin |  |  |       |  |  |                    |  |  |                   |  |
|                                      |                                                                | Luisa Carlotta di Danimarca                          |                                        |  |  |       |  |  |                    |  |  |                   |  |